# Громова, Мария Сергеевна (Герой Социалистического Труда)
Мария Сергеевна Громова (10 августа 1929—13 мая 2008) — мастер машинного доения на госплемзаводе «Коммунарка». Советский партийный и государственный деятель — член Центральной ревизионной комиссии КПСС (1981—1986), член ЦК КПСС (1986—1989), депутат Совета Союза Верховного Совета СССР 9—11 созыва (1975—1989) от Московской области, Герой Социалистического Труда (1975).

## Биография
Родилась в 1929 году в Московской области недалеко от госплемзавода "Коммунарка" в крестьянской семье, русская. Окончила 7 классов неполной средней школы, работала в колхозе «15 лет Октября» Московской области с 1945 года, с 1956 – колхозница колхозе «Родина», с 1962 – доярка, мастер машинного доения на госплемзаводе "Коммунарка" (Ленинский район, с 2012 в черте Москвы).
В 1972 году вместо 35 коров М. С. Громова и её подруги по ферме стали обслуживать 60 голов. Одновременно с этим менялась и совершенствовалась организация труда. Обязанностью доярок стала только одна операция — доение коров. Кормление и чистку животных, мойку молочной посуды, уборку помещений стали выполнять другие люди.
С 1973 года член КПСС.
В 1974 году суммарный надой составил у М. С. Громовой 439 тонн, за что её удостоили звания Героя Социалистического Труда. Через год, когда она получила от своей группы коров (115 голов) 530 тонн молока, ей была присуждена  Государственная премия СССР.
В 1975–1989 годах была депутатом Верховного Совета СССР.
В 1981–1986 годах была членом Центральной ревизионной комиссии КПСС, а в 1986–1989 – членом ЦК КПСС. С 1988 на пенсии.
Похоронена в Москве на Прокшинском кладбище (участок 1).